# Гровер Бич (Калифорнија)
Гровер Бич (енгл. Grover Beach) град је у америчкој савезној држави Калифорнија. По попису становништва из 2010. у њему је живело 13.156 становника.

## Демографија
Према попису становништва из 2010. у граду је живело 13.156 становника, што је 89 (0,7%) становника више него 2000. године.
| Група             | 2000.         | 2010.         |
| Белци             | 9.023 (69,1%) | 8.190 (62,3%) |
| Афроамериканци    | 135 (1,0%)    | 146 (1,1%)    |
| Азијати           | 490 (3,7%)    | 542 (4,1%)    |
| Хиспаноамериканци | 2.941 (22,5%) | 3.840 (29,2%) |
| Укупно            | 13.067        | 13.156        |